# Eccellenza Lombardia 2004-2005
Il campionato italiano di calcio di Eccellenza regionale 2004-2005 è stato il quattordicesimo organizzato in Italia. Rappresenta il sesto livello del calcio italiano.
Questi sono i gironi organizzati dal comitato regionale della regione Lombardia.

## Girone A

### Squadre partecipanti
| Club                        | Città                        |
| --------------------------- | ---------------------------- |
| A.C. Fanfulla 1874          | Lodi                         |
| A.S. Varese 1910            | Varese                       |
| U.P. Gavirate Calcio        | Gavirate (VA)                |
| S.G. Gallaratese            | Gallarate (VA)               |
| A.C. Fulgorcardano          | Cardano al Campo (VA)        |
| G.S. Salus et Virtus Turate | Turate (CO)                  |
| F.C. Rhodense               | Rho (MI)                     |
| U.S. Tribiano               | Tribiano (MI)                |
| Sant'Angelo Calcio 1907     | Sant'Angelo Lodigiano (LO)   |
| F.C. Verbano Calcio         | Besozzo (VA)                 |
| Pol. Calcio Spino           | Spino d'Adda (CR)            |
| U.S. Sestese Calcio         | Sesto Calende (VA)           |
| A.S. Sancolombano Calcio    | San Colombano al Lambro (MI) |
| A.C. Sporting San Donato    | San Donato Milanese (MI)     |
| U.S. Mozzatese Calcio 1923  | Mozzate (CO)                 |
| A.S. Real Cesate            | Bariana di Lainate (MI)      |
| A.C. Parabiago 1943         | Parabiago (MI)               |
| F.C. Brera                  | Milano                       |

### Classifica finale
|  | Pos. | Squadra             | Pt | G  | V  | N  | P  | GF | GS | DR  |
|  | ---- | ------------------- | -- | -- | -- | -- | -- | -- | -- | --- |
|  | 1.   | Fanfulla            | 78 | 34 | 23 | 9  | 2  | 79 | 17 | +62 |
|  | 2.   | Varese              | 74 | 34 | 22 | 8  | 4  | 53 | 21 | +32 |
|  | 3.   | Gavirate            | 60 | 34 | 17 | 9  | 8  | 61 | 42 | +19 |
|  | 4.   | Gallaratese         | 57 | 34 | 16 | 9  | 9  | 47 | 34 | +13 |
|  | 5.   | Fulgorcardano       | 53 | 34 | 15 | 8  | 11 | 49 | 40 | +9  |
|  | 6.   | Turate              | 52 | 34 | 13 | 13 | 8  | 49 | 38 | +11 |
|  | 7.   | Rhodense            | 50 | 34 | 13 | 10 | 11 | 37 | 37 | 0   |
|  | 8.   | Tribiano            | 49 | 34 | 14 | 7  | 13 | 40 | 36 | +4  |
|  | 9.   | Sant'Angelo         | 48 | 34 | 10 | 14 | 10 | 26 | 17 | +9  |
|  | 10.  | Verbano             | 44 | 34 | 11 | 10 | 13 | 47 | 44 | +3  |
|  | 11.  | Calcio Spino        | 44 | 34 | 12 | 8  | 14 | 35 | 48 | -13 |
|  | 12.  | Sestese             | 43 | 34 | 11 | 10 | 13 | 39 | 41 | -2  |
|  | 13.  | Sancolombano        | 40 | 34 | 9  | 13 | 12 | 40 | 40 | 0   |
|  | 14.  | Sporting San Donato | 39 | 34 | 9  | 12 | 13 | 38 | 44 | -6  |
|  | 15.  | Mozzatese           | 33 | 34 | 8  | 9  | 17 | 30 | 45 | -15 |
|  | 16.  | Real Cesate         | 24 | 34 | 4  | 12 | 18 | 18 | 47 | -29 |
|  | 17.  | Parabiago           | 24 | 34 | 4  | 12 | 18 | 24 | 55 | -31 |
|  | 18.  | Brera               | 14 | 34 | 3  | 5  | 26 | 22 | 88 | -66 |

### Spareggi

#### Play-off

##### Semifinali
| Squadra 1     | Totale | Squadra 2 | Andata | Ritorno |
| ------------- | ------ | --------- | ------ | ------- |
| Fulgorcardano | 0 - 1  | Varese    | 0 - 0  | 0 - 1   |
| Gallaratese   | 2 - 2  | Gavirate  | 2 - 1  | 0 - 1   |

###### Andata
| 14 maggio 2005 | Fulgorcardano | 0 – 0 | Varese |  |

| 14 maggio 2005 | Gallaratese | 2 – 1 | Gavirate |  |

###### Ritorno
| 18 maggio 2005 | Varese | 1 – 0 | Fulgorcardano |  |

| 18 maggio 2005 | Gavirate | 1 – 0 | Gallaratese |  |

##### Finale
| Squadra 1 | Risultato | Squadra 2 |
| --------- | --------- | --------- |
| Varese    | 2 - 2     | Gavirate  |

| 21 maggio 2005 | Varese | 2 – 2 | Gavirate |  |

#### Spareggio 16º posto
| Squadra 1 | Risultato | Squadra 2   |
| --------- | --------- | ----------- |
| Parabiago | 0 - 3     | Real Cesate |

| 15 maggio 2005 | Parabiago | 0 – 3 | Real Cesate |  |

#### Play-out
| Squadra 1   | Totale | Squadra 2         | Andata | Ritorno |
| ----------- | ------ | ----------------- | ------ | ------- |
| Real Cesate | 3 - 4  | Sancolombano      | 1 - 0  | 2 - 4   |
| Mozzatese   | 1 - 2  | Sporting S.Donato | 1 - 1  | 0 - 1   |

##### Andata
| 22 maggio 2005 | Real Cesate | 1 – 0 | Sancolombano |  |

| 22 maggio 2005 | Mozzatese | 1 – 1 | Sporting S.Donato |  |

##### Ritorno
| 29 maggio 2005 | Sancolombano | 4 – 2 | Real Cesate |  |

| 29 maggio 2005 | Sporting S.Donato | 1 – 0 | Mozzatese |  |

## Girone B

### Squadre partecipanti
| Club                      | Città                 |
| ------------------------- | --------------------- |
| A.C. Renate               | Renate (MI)           |
| S.S. Tritium 1908         | Trezzo sull'Adda (MI) |
| F.C. Usmate               | Usmate Velate (MI)    |
| U.S. Gandinese            | Gandino (BG)          |
| Sondrio Calcio            | Sondrio               |
| U.S.D. Mariano Calcio     | Mariano Comense (CO)  |
| F.C. Isola                | Chignolo d'Isola (BG) |
| U.S. Ponte San Pietro     | Ponte San Pietro (BG) |
| A.C. Merate               | Merate (LC)           |
| A.S. Nibionno             | Nibionno (LC)         |
| A.S.D. Città di Meda 1913 | Meda (MI)             |
| S.S.D. Lora Lipomo        | Lipomo (CO)           |
| A.S. Galbiatese           | Galbiate (LC)         |
| A.C. Cantù G.S. San Paolo | Cantù (CO)            |
| A.S. Giana Erminio        | Gorgonzola (MI)       |
| A.C. Maslianico           | Maslianico (CO)       |
| U.S. Bellusco C.G.        | Bellusco (MI)         |
| A.C. Bovisio Masciago     | Bovisio Masciago (MI) |

### Classifica finale
|  | Pos. | Squadra          | Pt | G  | V  | N  | P  | GF | GS | DR  |
|  | ---- | ---------------- | -- | -- | -- | -- | -- | -- | -- | --- |
|  | 1.   | Renate           | 74 | 34 | 22 | 8  | 4  | 67 | 33 | +34 |
|  | 2.   | Tritium          | 71 | 34 | 22 | 5  | 7  | 69 | 31 | +38 |
|  | 3.   | Usmate           | 58 | 34 | 15 | 13 | 6  | 44 | 34 | +10 |
|  | 4.   | Gandinese        | 57 | 34 | 16 | 9  | 9  | 62 | 51 | +11 |
|  | 5.   | Sondrio          | 55 | 34 | 16 | 7  | 11 | 41 | 33 | +8  |
|  | 6.   | Mariano          | 55 | 34 | 17 | 4  | 13 | 39 | 37 | +2  |
|  | 7.   | Isola            | 50 | 34 | 14 | 8  | 12 | 46 | 42 | +4  |
|  | 8.   | Ponte San Pietro | 48 | 34 | 13 | 9  | 12 | 32 | 37 | -5  |
|  | 9.   | Merate           | 45 | 34 | 13 | 6  | 15 | 43 | 49 | -6  |
|  | 10.  | Nibionno         | 45 | 34 | 12 | 9  | 13 | 42 | 42 | 0   |
|  | 11.  | Città di Meda    | 44 | 34 | 11 | 11 | 12 | 39 | 39 | 0   |
|  | 12.  | Lora Lipomo      | 43 | 34 | 10 | 13 | 11 | 36 | 33 | +3  |
|  | 13.  | Galbiatese       | 40 | 34 | 11 | 7  | 16 | 40 | 50 | -10 |
|  | 14.  | Cantù            | 39 | 34 | 10 | 9  | 15 | 33 | 38 | -5  |
|  | 15.  | Giana Erminio    | 35 | 34 | 8  | 11 | 15 | 42 | 51 | -9  |
|  | 16.  | Maslianico       | 33 | 34 | 7  | 12 | 15 | 36 | 47 | -11 |
|  | 17.  | Bellusco         | 27 | 34 | 4  | 15 | 15 | 27 | 51 | -24 |
|  | 18.  | Bovisio Masciago | 18 | 34 | 4  | 6  | 24 | 37 | 77 | -40 |

### Spareggi

#### Spareggio 5º posto
| Squadra 1 | Risultato       | Squadra 2 |
| --------- | --------------- | --------- |
| Sondrio   | 1 - 1 (5-4 dcr) | Mariano   |

| 11 maggio 2005                               | Sondrio              | 1 – 1 (d.t.s.) | Mariano |  |
| \| \| \| \| \| \| Tiri di rigore 5 – 4 \| \| |                      |                |         |  |
|                                              |                      |                |         |  |
|                                              | Tiri di rigore 5 – 4 |                |         |  |

#### Play-off

##### Semifinali
| Squadra 1 | Totale | Squadra 2 | Andata | Ritorno |
| --------- | ------ | --------- | ------ | ------- |
| Gandinese | 0 - 2  | Usmate    | 0 - 1  | 0 - 1   |
| Sondrio   | 2 - 7  | Tritium   | 1 - 3  | 1 - 4   |

###### Andata
| 14 maggio 2005 | Gandinese | 0 – 1 | Usmate |  |

| 14 maggio 2005 | Sondrio | 1 – 3 | Tritium |  |

###### Ritorno
| 18 maggio 2005 | Usmate | 1 – 0 | Gandinese |  |

| 18 maggio 2005 | Tritium | 4 – 1 | Sondrio |  |

##### Finale
| Squadra 1 | Risultato | Squadra 2 |
| --------- | --------- | --------- |
| Tritium   | 4 - 0     | Usmate    |

| 21 maggio 2005 | Tritium | 4 – 0 | Usmate |  |

#### Play-out
| Squadra 1     | Totale | Squadra 2       | Andata | Ritorno |
| ------------- | ------ | --------------- | ------ | ------- |
| Giana Erminio | 2 - 2  | Cantù San Paolo | 1 - 0  | 1 - 2   |
| Maslianico    | 2 - 2  | Galbiatese      | 0 - 1  | 2 - 1   |

##### Andata
| 22 maggio 2005 | Giana Erminio | 1 – 0 | Cantù San Paolo |  |

| 22 maggio 2005 | Maslianico | 0 – 1 | Galbiatese |  |

##### Ritorno
| 29 maggio 2005 | Cantù San Paolo | 2 – 1 | Giana Erminio |  |

| 29 maggio 2005 | Galbiatese | 1 – 2 | Maslianico |  |

## Girone C

### Squadre partecipanti
| Club                         | Città                           |
| ---------------------------- | ------------------------------- |
| A.C. Castellana              | Castel Goffredo (MN)            |
| U.S. Colognese               | Cologno al Serio (BG)           |
| U.S. Caravaggio              | Caravaggio (BG)                 |
| Suzzara Calcio 2000          | Suzzara (MN)                    |
| Circolo Sportivo Trevigliese | Treviglio (BG)                  |
| A.C. Feralpi Lonato          | Lonato del Garda (BS)           |
| U.C. Castelcovati            | Castelcovati (BS)               |
| Nuova Verolese Calcio        | Verolanuova (BS)                |
| U.S. Bedizzolese             | Bedizzole (BS)                  |
| U.S. Orsa Corte Franca       | Corte Franca (BS)               |
| U.S. Darfo Boario            | Darfo Boario Terme (BS)         |
| Pol. Comunale Ghisalbese     | Ghisalba (BG)                   |
| Real Franciacorta            | Erbusco (BS)                    |
| F.C. Castiglione             | Castiglione delle Stiviere (MN) |
| G.S. Grumellese Calcio       | Grumello del Monte (BG)         |
| A.C. Castelleonese           | Castelleone (CR)                |
| Boca Juniors                 | Carbonara di Po (MN)            |
| A.C. Nuova Fontanellese      | Fontanella (BG)                 |

### Classifica finale
|  | Pos. | Squadra            | Pt | G  | V  | N  | P  | GF | GS  | DR   |
|  | ---- | ------------------ | -- | -- | -- | -- | -- | -- | --- | ---- |
|  | 1.   | Castellana         | 73 | 34 | 22 | 7  | 5  | 66 | 29  | +37  |
|  | 2.   | Colognese          | 65 | 34 | 18 | 11 | 5  | 60 | 27  | +33  |
|  | 3.   | Caravaggio         | 59 | 34 | 15 | 14 | 5  | 55 | 25  | +30  |
|  | 4.   | Suzzara            | 54 | 34 | 13 | 15 | 6  | 54 | 31  | +23  |
|  | 5.   | Trevigliese        | 53 | 34 | 13 | 14 | 7  | 52 | 37  | +15  |
|  | 6.   | Feralpi Lonato     | 52 | 34 | 14 | 10 | 10 | 51 | 45  | +6   |
|  | 7.   | Castelcovati       | 51 | 34 | 13 | 12 | 9  | 38 | 30  | +8   |
|  | 8.   | Nuova Verolese     | 49 | 34 | 13 | 10 | 11 | 50 | 35  | +15  |
|  | 9.   | Bedizzolese        | 45 | 34 | 9  | 18 | 7  | 38 | 30  | +8   |
|  | 10.  | Orsa Corte Franca  | 44 | 34 | 9  | 17 | 8  | 49 | 46  | +3   |
|  | 11.  | Darfo Boario       | 44 | 34 | 11 | 11 | 12 | 46 | 43  | +3   |
|  | 12.  | Ghisalbese         | 44 | 34 | 10 | 14 | 10 | 40 | 34  | +6   |
|  | 13.  | Real Franciacorta  | 43 | 34 | 10 | 13 | 11 | 42 | 39  | +3   |
|  | 14.  | Castiglione        | 40 | 34 | 11 | 7  | 16 | 44 | 41  | +3   |
|  | 15.  | Grumellese         | 36 | 34 | 8  | 12 | 14 | 47 | 45  | +2   |
|  | 16.  | Castelleonese      | 27 | 34 | 5  | 12 | 17 | 50 | 69  | -19  |
|  | 17.  | Boca Juniors       | 21 | 34 | 6  | 3  | 25 | 23 | 165 | -142 |
|  | 18.  | Nuova Fontanellese | 14 | 34 | 2  | 8  | 24 | 35 | 69  | -34  |

### Spareggi

#### Play-off

##### Semifinali
| Squadra 1   | Totale | Squadra 2  | Andata | Ritorno |
| ----------- | ------ | ---------- | ------ | ------- |
| Trevigliese | 4 - 4  | Colognese  | 3 - 1  | 1 - 3   |
| Suzzara     | 2 - 2  | Caravaggio | 0 - 0  | 2 - 2   |

###### Andata
| 14 maggio 2005 | Trevigliese | 3 – 1 | Colognese |  |

| 14 maggio 2005 | Suzzara | 0 – 0 | Caravaggio |  |

###### Ritorno
| 18 maggio 2005 | Colognese | 3 – 1 | Trevigliese |  |

| 18 maggio 2005 | Caravaggio | 2 – 2 | Suzzara |  |

##### Finale
| Squadra 1 | Risultato | Squadra 2  |
| --------- | --------- | ---------- |
| Colognese | 0 - 2     | Caravaggio |

| 21 maggio 2005 | Colognese | 0 – 2 | Caravaggio |  |

#### Play-out
| Squadra 1     | Totale | Squadra 2         | Andata | Ritorno |
| ------------- | ------ | ----------------- | ------ | ------- |
| Castelleonese | 1 - 2  | Real Franciacorta | 1 - 1  | 0 - 1   |
| Grumellese    | 1 - 1  | Castiglione       | 0 - 0  | 1 - 1   |

##### Andata
| 22 maggio 2005 | Castelleonese | 1 – 1 | Real Franciacorta |  |

| 22 maggio 2005 | Grumellese | 0 – 0 | Castiglione |  |

##### Ritorno
| 29 maggio 2005 | Real Franciacorta | 1 – 0 | Castelleonese |  |

| 29 maggio 2005 | Castiglione | 1 – 1 | Grumellese |  |